# Aymeric Chauprade

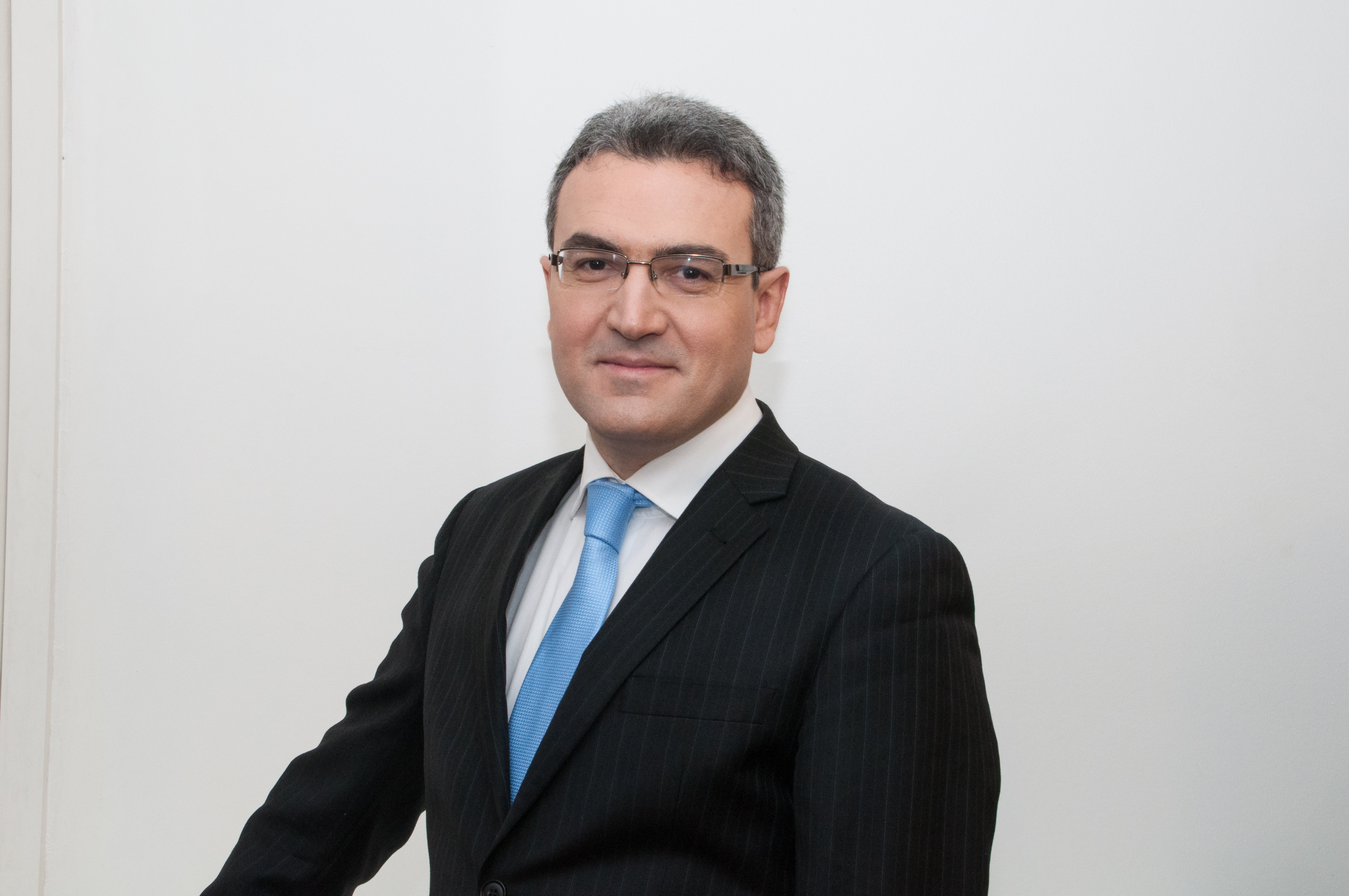
Aymeric Chauprade

Aymeric Chauprade (La Ferté-Bernard, 13 januari 1969) is een Frans politicoloog en politicus en een specialist op het gebied van internationale betrekkingen.
Aymeric Chauprade doceerde aan de Sorbonne en aan diverse andere opleidingsinstituten binnen en buiten Frankrijk.
Hij publiceerde reeds verschillende standaardwerken over geopolitiek en levert geregeld bijdragen aan La Nouvelle Revue d'Histoire en talloze andere tijdschriften. Hij is hoofdredacteur van de Revue française de géopolitique.
Volgens Aymeric Chauprade hebben de Verenigde Staten en Europa dikwijls tegenstrijdige belangen. Hij is daarom voorstander van een zelfbewust Europa dat een belangrijke rol speelt in de wereld en meer is dan een onderdeel van de NAVO. Een Europa waarbinnen plaats is voor de eigenheid van de Fransen en de andere volkeren die er deel van uitmaken.
Aangezien hij de gedeelde beschaving, geschiedenis en identiteit van de Europese volkeren ziet als fundamenten, meer dan bijvoorbeeld zoiets als de rechten van de mens, is hij tegen een eventuele toetreding van niet-Europese landen zoals Turkije tot de Europese Unie, die het naar zijn inschatting voor Europa lastiger zou maken om in de wereld als eenheid op te treden.
Aymeric Chauprade is regelmatig te horen op Radio Courtoisie.
Bij de verkiezingen voor het Europees Parlement in 2014 werd Chauprade op de lijst van het Front National als lid van het parlement gekozen. Hij trad op 24 juni 2015 toe tot de fractie van ENV. Op 10 november 2015 verliet hij het Front National en voegde zich bij de groep niet-fractiegebonden leden van het Europees Parlement. Op 17 april 2018 voegde hij zich bij de fractie van EVDD.